# 氟哌啶醇
氟哌啶醇（INN：haloperidol）以好度（Haldol）等商品名稱於市場上販售，是一種典型抗精神病藥物（又稱第一代抗精神藥物）。用於治療思覺失調症、妥瑞氏症的抽動症狀、雙向障礙的躁狂、譫妄、激動、急性精神病和酒精戒斷症候群引起的幻覺。給藥方式有口服，肌肉注射或是靜脈注射。用藥後通常在30至60分鐘內發生作用。有每隔4週注射一次的長效藥劑（癸酸酯製劑），供患有思覺失調症或相關疾病的人使用，這類人會忘記或拒絕以口服方式用藥。
使用氟哌啶醇可能會導致一種稱為遲發性運動不能的疾患，且可能是永久性。使用後可能發生神经阻滞剂恶性综合征和心電圖中QT間期延長，後者尤其會在靜脈注射後發生。此藥物在患有失智症的老人中會導致死亡風險升高。個體於懷孕期間服用可能會導致胎兒出現問題。罹患帕金森氏症的個體不應使用。
氟哌啶醇於1958年由比利時藥學家保羅·楊森領導的團隊發現，是從哌替啶（鎮痛藥）衍生而來的一種藥物。它已列入世界衛生組織基本藥物標準清單之中，氟哌啶醇是最常使用的典型抗精神病藥物，是美國於2020年排名第303的最常使用處方藥，開立的處方箋數量超過100萬份。

## 醫療用途
氟哌啶醇用於控制下列症狀：
- 急性精神病，例如由氯胺酮和苯環己哌啶引起的藥物誘發性精神病[16][17]。
- 酒精和阿片類藥物戒斷的輔助治療
- 與大腦硬化相關的激動和混亂
- 酒精誘發的精神病
- 酒精戒斷症候群所致的幻覺[8]
- 過動性譫妄
- 過動/攻擊行為
- 兒童和青少年難以控制的嚴重行為障礙
- 思覺失調症[18]
- 人格障礙的治療試驗
- 難治性打嗝的治療[19][20]
- 神經系統疾患的治療
- 手術後和緩和療護中的嚴重噁心和嘔吐的治療
- 作為急性精神科護理中的藥物輔助控制[21]

氟哌啶醇雖然曾是精神科急症治療的主力藥物，但根據2001年至2005年間發表的多項共識評審，非典型藥物在近年來已逐漸取代其地位，成為許多臨床治療的優先選擇。
一項於2013年所做的研究，比較15種抗精神病藥物於治療思覺失調症的療效，顯示氟哌啶醇表現出標準的治療效果。氟哌啶醇的有效性比齊拉西酮、氯丙嗪和阿塞納平高出13-16%，與喹硫平、阿立哌唑的效果相當，但比帕利哌酮略差10%。 
氟哌啶醇與與某些抗精神病藥物（如利培酮）不同，對於血清素迷幻藥物（如賽洛西賓(又稱裸蓋菇素）和麥角酸二乙醯胺（LSD））並無作為解藥或是"幻覺終結者"的作用。

### 懷孕與母乳哺育期間使用
有孕婦使用後可能導致胎兒損害的報告，但此類婦女大多數在懷孕期間接觸過多種藥物，且目前尚無人類使用的對照研究。根據公認的一般原則，只有在對母親的益處明顯大於對胎兒的潛在風險時，才可在懷孕期間使用此藥物。
氟哌啶醇會分泌到母乳中。有幾項研究關於此對母乳哺育嬰兒的影響，尚未發現對其生長發育有不良影響。

### 其他應注意處

氟哌啶醇癸酸酯的鍵線式結構。癸酸酯基團以紅色標示。

為維持疾病緩解而長期使用氟哌啶醇治療慢性精神疾病的患者，應將每日劑量逐步降低至最低有效劑量。在某些情況下，可能會在最終停藥。建議在長期使用期間進行常規監測，包括測量身體質量指數、血壓、空腹血糖和血脂，以降低副作用導致的風險。
氟哌啶醇的外用藥物製劑不應被用於治療噁心，因為研究表明這種療法並沒有比其他方法更為有效。

## 不良反應
根據一項於2013年對15種抗精神病藥物進行比較療效和耐受性的統合分析，氟哌啶醇是最易引起錐體外症候群副作用的藥物之一。
使用超過6個月後，有14%的使用者會增加體重。氟哌啶醇可能具有神經毒性。
如果長期服用這種藥物，可能會產生心理上的依賴。

### 禁忌症
- 既往曾發生過昏迷
- 急性中風
- 嚴重酒精或其他中樞抑制劑中毒
- 已知對氟哌啶醇或其他丁醯苯類藥物或其中任何成分發生過敏
- 此藥物與心臟病藥物合併使用時，可能產生嚴重藥物交互作用，增加心臟驟停風險[37]。

### 藥物交互作用
氟哌啶醇會與下列藥物發生各式交互作用：
- 胺碘酮
- 苯丙胺（安非他命）和甲基苯丙胺
- 腎上腺素
- 胍乙啶
- 左旋多巴
- 鋰鹽
- 甲基多巴
- 其他中樞抑制劑
- 其他會被CYP3A4酶代謝的藥物
- 三環類抗抑鬱藥

### 潛在神經毒性
多項證據顯示氟哌啶醇具有神經毒性。

### 停藥
英國國家處方集建議在停用抗精神病藥物時採逐步減量方式，以避免急性戒斷症候群或快速復發。戒斷症狀通常有噁心、嘔吐和食慾減退。其他症狀有焦躁不安、出汗增加和睡眠困難。 

## 藥物過量

### 處理
主要是對症治療，包括加強監測生命體徵，特別是針對QT間期延長，並對嚴重心律不整採取抗心律不整措施。

### 預後
氟哌啶醇過量有高致死率風險，但個體經積極治療後的存活率可望提高。

## 藥理學

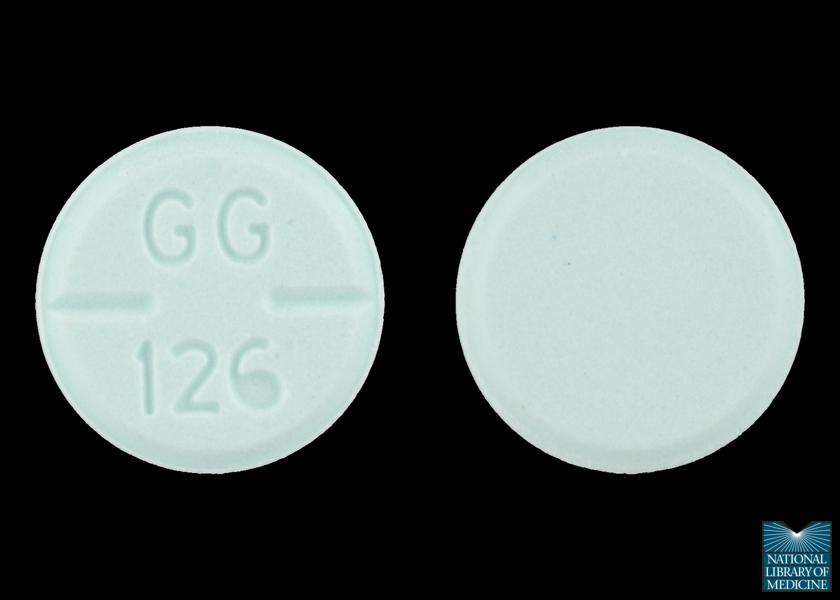
氟哌啶醇10毫克口服片劑。

氟哌啶醇是一種常見的精神科用藥，屬於丁醯苯類抗精神病藥。它能有效阻斷大腦中的多巴胺D2受體，並長時間停留在受體上，達到治療的效果。它的作用機制與另一類藥物啡噻嗪相似。

### 藥物動力學

#### 口服
氟哌啶醇的口服劑生物利用度介於60%至70%之間。然而，不同研究報告的平均Tmax（達到峰值濃度時間）和T1/2（生物半衰期）差異很大，分別從1.7至6.1小時和14.5至36.7小時不等。

#### 肌內注射

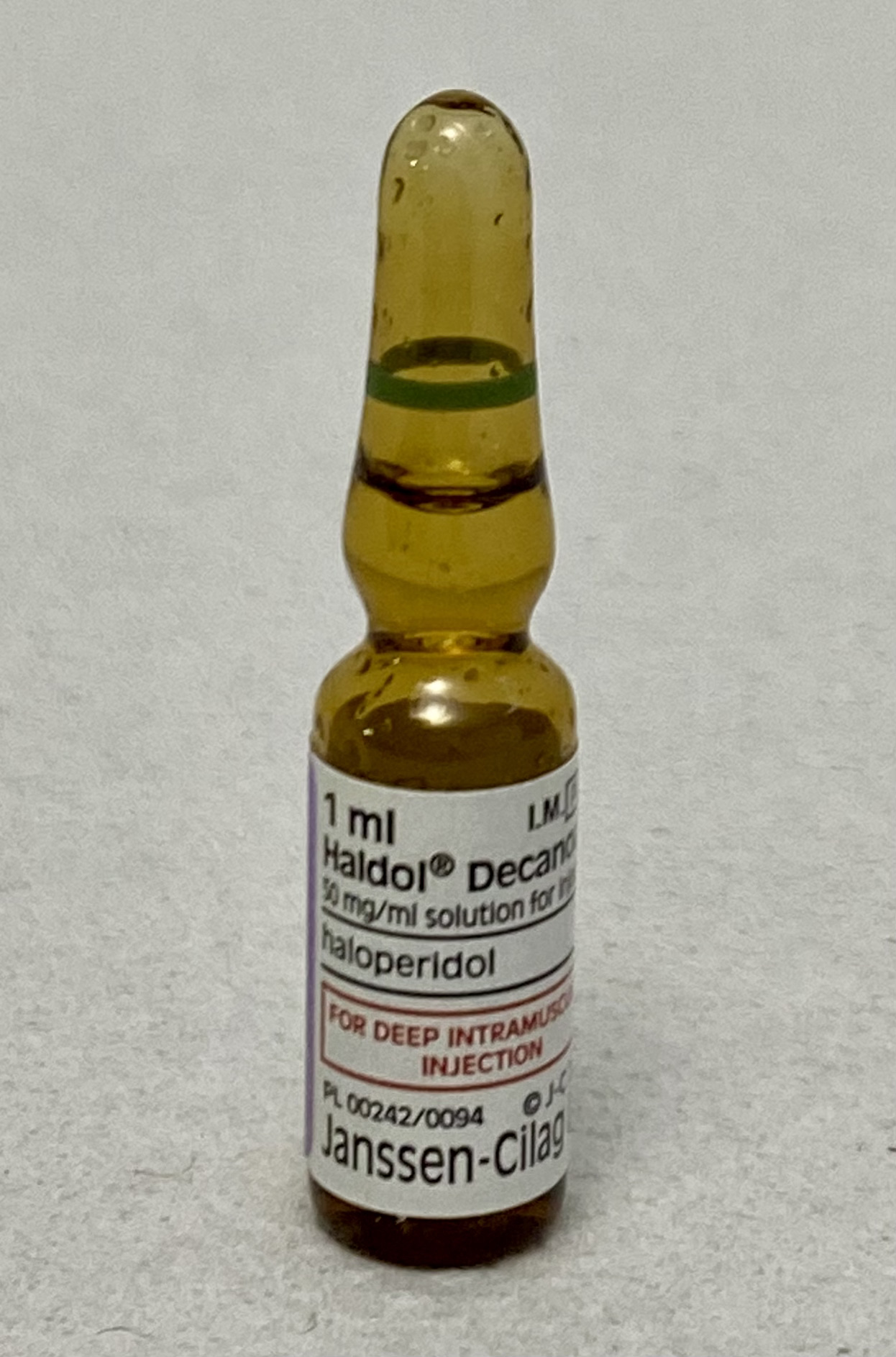
氟哌啶醇奎酸酯肌肉注射劑。

藥物經肌內注射後可被快速且完全吸收，具有高生物利用度。健康個體的Tmax（為20分鐘，思覺失調症患者為33.8分鐘。平均T1/2為20.7小時。長效的氟哌啶醇奎酸酯注射劑僅供肌內注射用，不可進行靜脈注射。此針劑於注射後約6天可達血漿峰值濃度，隨後濃度下降，生物半衰期約為3週。

#### 靜脈注射
靜脈注射劑的生物利用度為100%，且極快發生作用（僅需數秒）。T1/22為14.1至26.2小時。表觀分佈容積為9.5至21.7公升/公斤。作用持續時間為4至6小時。

## 化學
氟哌啶醇是一種晶體物質，熔點為150°C。晶體在水中的溶解度非常低（1.4毫克/100毫升100），但可溶於氯仿、苯、甲醇和丙酮。它也可溶於0.1摩爾鹽酸（3毫克/毫升），但需加熱。

## 歷史
氟哌啶醇由保羅·楊森領帶的團隊發現，於1958年在保羅·楊森所創的楊森製藥開發，並於同年較晚時在比利時進行首次臨床試驗。
此藥物於1967年4月12日獲得美國食品藥物管理局（FDA）批准，後來由McNeil Laboratories以Haldol（靜脈注射劑）品牌名稱在美國和其他國家銷售。

## 社會與文化

### 成本
氟哌啶醇的價格優勢極為突出，較新型抗精神病藥物便宜近一百倍，使其成為經濟相對弱勢患者的更佳選擇。

### 名稱
Haloperidol 是國際非專有藥名（INN）、英國批准名稱 （BAN）、美國採用名稱（USAN）和澳大利亞批准名稱（AAN）所認可的名稱。
Haloperidol 在全球各地以不同的商品名銷售，包括 Aloperidin、Bioperidolo、Brotopon、Dozic、Duraperidol (德國)、Einalon S、Eukystol、Haldol、Halosten、Keselan、Linton、Peluces、Serenace、Serenase及Sigaperidol。

## 研究
氟哌啶醇曾被研究用於治療憂鬱症，其機制為： 透過短暫阻斷多巴胺受體，大腦會產生一種補償性反應，增加多巴胺受體的數量，提高對多巴胺的敏感性。當停藥後，這種增強的敏感性有助於改善憂鬱症狀。

## 獸醫用途
氟哌啶醇不僅限於人類醫療，在動物管理，尤其是獸醫診療和圈養動物管理中，常被用於達到鎮靜和降低行為激動的效果。